# Утраты в 2019 году (Утраченное наследие Санкт-Петербурга и пригородов)
Основная статья Проект:Санкт-Петербург/Утраченное наследие Санкт-Петербурга и пригородов
- Проходная Ленинградского молочного завода № 1 на Обводном канале (Московский пр., д. 65, лит. УА)

(архитектор В. А. Матвеев) 

Построена в 1949 г. 

Снесена в 2019 г.

- Деревянный дореволюционный дом/Детский дом/Детский сад и ясли у ж/д станции Удельной (Фермское ш., д.д. 35—37, лит. Б)

Построен в 1905 г.
Снесено в 2019 г.

- Дача Шапошниковой (ул. Ломоносова, д. 80, в Парголове)

Построена в 1885—1890 гг. Стиль неорусский. 

С 2001 г. вновь выявленный объект, представляющих историческую, научную, художественную или иную культурную ценность. 

Разобрана в 2019 г. 

Воссоздана, частично на основе старых сруба и декора.

- Деревянная дача Гербель (Межозёрная ул., д. 4, в Шувалове)

(остатки дачи после пожара) 

Построена в конце XIX в. до 1917 г. 

Памятник архитектуры регионального значения. 

Снесена в 2019 г.

- Дореволюционный туалет на станции «Левашово» (станция «Левашово»)

Построен в 1910-х гг. 

Снесён в 2019 г.

- Фасад производственного корпуса Товарищества Санкт-Петербургского вагоностроительного завода (Московском пр., д. 115, лит. Э)

(архитектор В. В. Корвин-Круковский) 

Построен в 1902 г. Стиль кирпичный. 

Снесено в 2019 г.

- Дореволюционное здание (склад Гребного порта) (Шкиперский проток, д. 18, корп. 20)

Построен до 1917 г. Стиль кирпичный. 

Снесено в 2019 г.

- Дореволюционный жилой дом/Ремонтно-эксплутационное предприятие № 3 (ул. Малыгина, д. 8)

Построен до 1917 г. 

Снесено в 2019 г.

- Дореволюционный деревянный жилой дом (Капсюльное ш., д. 35)

Построен до 1917 г.
Снесено в 2019 г.

- Снос бомбоубежища (Витебская ул., д. 17, угол с Мясной ул. в Коломне)

Построено в 1958 г. 

Снесено в 2019 г. 

(уничтожение инфраструктуры)

- Дореволюционное здание из состава Первого Медицинского университета имени Павлова/Женский медицинский институт. Павильон-изолятор им. проф. Быстрова/Первый медицинский институт им. И. П. Павлова. Мастерская (ул. Льва Толстого, д.д. 6—8, корп. 14, лит. АМ)

(архитекторы Э. Ф. Мельцер, Д. А. Соколов) 

Построено в 1909 г. Стиль кирпичный. 

Снесено в 2019 г.

- Детский сад (Нейшлотский пер., д. 3)

(архитекторы Л. Е. Асс, А. С. Гинцберг) 

Построен в 1938 г. Стиль Сталинский неоклассицизм. 

Снесён в 2019 г.

- Корпуса хлебозавода «Пекарь» (три) (11-я Красноармейская ул., д. 11, 10-я Красноармейская)

Построены в Советское время. 

Снесены в 2019 г. 

(Хлебозаводы Левашовский (Барочная ул., 4а) и на Красноармейских снесены под жильё. Планомерное уничтожение промышленности и инфраструктуры города)

- НПО «Буревестник» (ул. Стахановцев, д.д. 1—3)

Построен в ? (первые строения появились до революции) 

Снесено в 2019 г. 

(Очередное крупнейшее предприятие снесено под жильё)

- Дореволюционное здание табачной фабрики товарищества А. Н. Шапошникова (фасадная стена) (Бронницкая ул., д. 11)

(архитектор В. П. Цейдлер) 

Построен в 1912—1913 гг. 

Снесено в 2019 г.